# Idriz Voca
Idriz Voca (Stans, 1997. május 15. –) svájci születésű koszovói válogatott labdarúgó, aki az MKE Ankaragücü játékosa.

## Pályafutása

### Klubcsapatban
Kastrati a svájci FC Luzern akadémiáján nevelkedett. A svájci élvonalban 2017. április 17-én debütált egy St. Gallen elleni mérkőzésen. 2020 szeptemberében a török MKE Ankaragücü csapata szerződtette.

### A válogatottban
2017-ben három mérkőzésen lépett pályára a koszovói U21-es válogatottban. 2018-ban mutatkozott be a koszovói felnőtt válogatottban egy Madagaszkár elleni felkészülési mérkőzésen.